# Vexel
Vexel es la marca comercial de Vexel Automoción s.l., empresa natural de Badajoz, España, dedicada a la fabricación de automóviles para personas que por su discapacidad, necesiten una silla de ruedas para desplazarse.
Esta firma es la creadora del modelo Quovis ( "donde quieras" en Latín), un automóvil diseñado para albergar una silla de ruedas en el puesto de conducción. El Quovis fue presentado en 1994 en presencia de S.M. Los Reyes de España.
Vexel (Diseño): Estilo de arte que mediante capas o "layers" sólidas de color superpuestas (una encima de la otra) crean una imagen, mayormente hiperrealista. Este término anteriormente en el mundo del arte digital, se le denominaba Vector Art o arte vectorial a este tipo de imágenes.
La diferenciación entre Vector Art y Vexel, es que el primero se refiere a cualquier pieza artística creada con la técnica de vectores y el Vexel es el estilo o aspecto conseguido de superponer capas sólidas de color para que todas juntas formen una imagen. Los programas o softwares principales con que se realiza esta técnica son: -Adobe Illustrator (Ai). -Adobe Photohop (Ps). 